# Marek Marian Piatek
Marek Marian Piatek, C.Ss.R. (Tuchów, 10 de outubro de 1954) é um sacerdote redentorista e bispo católico polaco radicado no Brasil. É o bispo diocesano de Coari.

## Biografia
Dom Marcos, como é conhecido, foi ordenado presbítero em junho de 1980 e reside no Brasil desde 1986. Fez o mestrado e o doutoramento em Teologia Moral na Universidade Lateranense em Roma. De 2000 a 2011 foi pároco na paróquia da Ressurreição do Senhor em Salvador, na Bahia.
No dia 15 de junho de 2011 o Papa Bento XVI o nomeou bispo prelado para a Prelazia de Coari. No dia 12 de agosto desse mesmo ano, recebeu a ordenação episcopal em Salvador das mãos de Dom Murilo Krieger, arcebispo de Salvador e primaz do Brasil.
Na Prelazia de Coari, iniciou o exercício de seu ministério em seguida da sua ordenação episcopal. Em 09 de outubro de 2013, o Papa Francisco elevou a Prelazia de Coari a diocese e elegeu o Bispo Prelado, Dom Marcos Piatek, novo bispo da Diocese de Coari. No dia 16 de Março de 2014, o Núncio Apostólico celebrou na cidade de Coari, junto a todos os padres da Prelazia, a Instalação Canônica da Diocese de Coari, e posse do Bispo Diocesano, Dom Marek Marian Piatek.